# Trilogia Cycle des Dieux

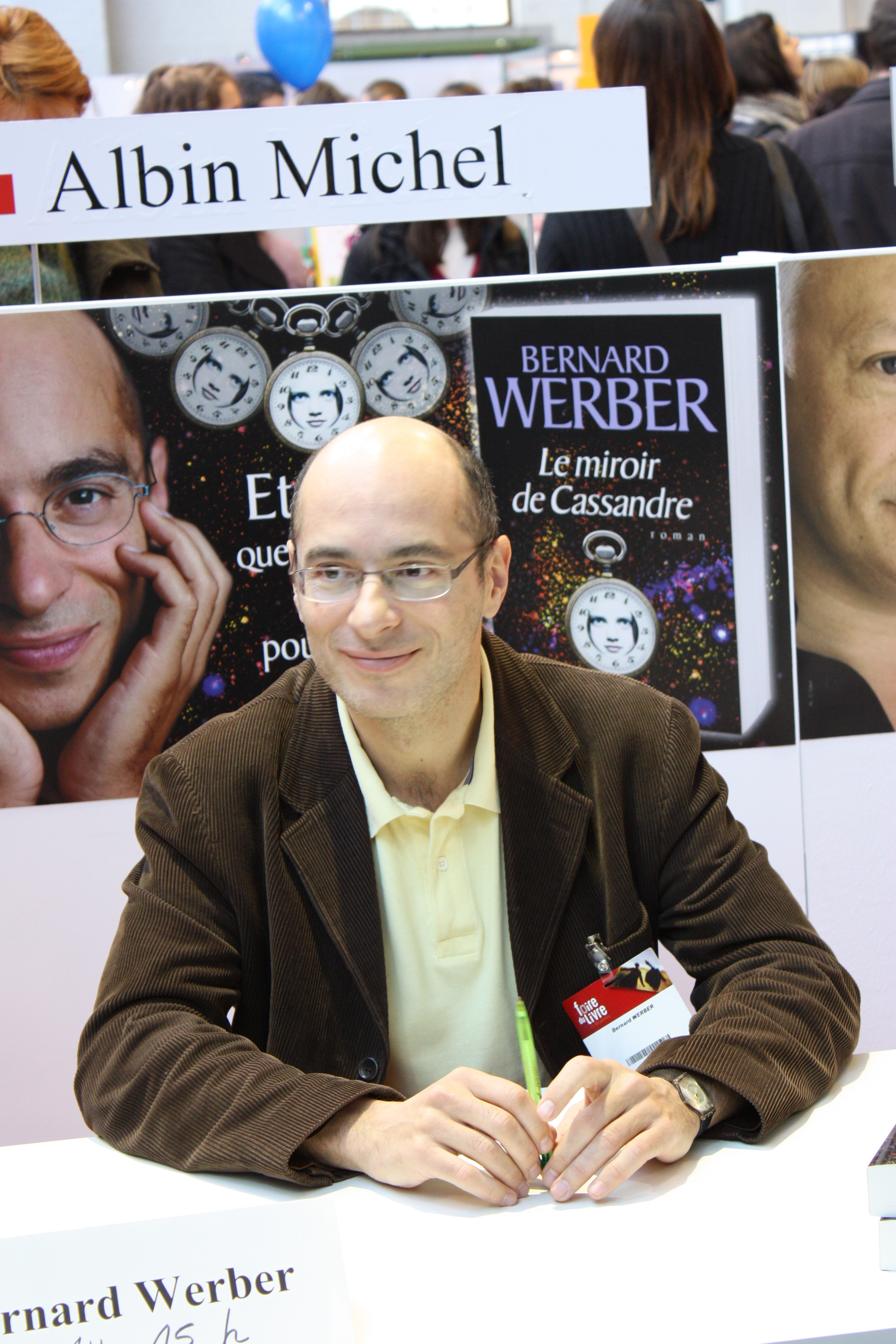
Bernard Werber - Autorul trilogiei

## Trilogia Thanatonauții
Thanatonauții este o serie de romane științifico-fantastice creată de autorul francez Bernard Werber.
Trilogia Thanatonauții este formată din următoarele romane:
1. Les Thanatonautes (ro. Thanatonauții) -  Editura Albin Michel/ Editura Nemira, 1994/1996. Romanul spune povestea cercetătorului Michael Pinson și a prietenul său Raoul Razorbak care merg să exploreze Ultimul Continent (denumit Noua Australie): continentul morții. Aceasta aventură ne conduce în diferite zone ale continentului. Pentru a realiza aceste explorări thanatonauții își riscă voluntar viața pentru a descoperi misterele morții.
2. L'Empire des Anges (ro. Imperiul îngerilor) -  Editura Albin Michel/Editura Lucman 2000/2000. Romanul continuă povestea lui Michael Pinson, care a devenit un înger păzitor, după ce a murit într-un accident de avion (prăbușirea unui Boeing 787). El trebuie să se ocupe de clienții săi și încercă să împingă mai departe limitele explorării sale: dacă există extratereștrii și un paradis al extratereștrilor?
3. Nous, les Dieux, 2004, ISBN 2-226-15498-1 (ro. Noi, zeii) -  Editura Albin Michel

Thanatonauții împreună cu Imperiul îngerilor (L'Empire des Anges) și Nous les dieux (2004), formează trilogia Thanatonauții, dar romanul Nous les dieux, împreună cu Le souffle des dieux (2005) și Le mystère des dieux (2007), formează trilogia Nous les dieux.

## TrilogiaCycle des Dieux
Trilogia Cycle des Dieux continuă povestea din primele două romane ale ciclului Thanatonauții. Trilogia Cycle des Dieux povestește aventurile post-mortem ale lui Michael Pinson, Raoul Razorbak, Freddy Meyer, Edmund Wells și ale tovarășilor lor. Ei se află într-o țară populată de zei, în orașul Olympia care este situat pe o insulă numită Aeden, ei devin studenți-zei, de nivelul 7. 
Trilogia Cycle des Dieux este formată din următoarele romane:
- Nous, les Dieux, 2004 (ro. Noi, zeii) - care face parte și din Trilogia Thanatonauții

Eroul poveștii este același Michael Pinson care, după ce a fost ființă umană (Thanatonauții), apoi un înger (Imperiul îngerilor) a devenit în cele din urmă „zeu student”. El este acum undeva în Univers, pe insula Aeden.
În fiecare zi, un zeu diferit (din mitologia greacă) îi învață pe acești noi studenți cum să modeleze o lume, astfel încât într-o zi să poată deveni zei. Competiția este grea pe această lume. Astfel, în fiecare zi, ultimii din clasă sunt eliminați, duși de centauri.
Studenții se confruntă, de asemenea, cu un „deicid” misterios, un ucigaș de zei care face ravagii printre cei 144 de studenți ai acestei noi clase de zei ucenici. Unii studenți încearcă, de asemenea, să urce pe muntele insulei, crezând că în vârf domnește stăpânul tuturor zeilor...
- Le Souffle des Dieux, 2005 (ro. Respirația zeilor)

Continuă povestea lui Michael Pinson, care continuă să învețe cum să se ocupe de oamenii-delfinii prin jocul lui Y. Studenții zei trebuie să învețe să gestioneze o civilizație.
După dispariția mai multor însoțitori, Michael continuă să vadă evoluția „relației” lui cu Afrodita, zeița iubirii; cu toate acestea, datorită Afroditei și a prietenului său istoric Raoul Razorback, el se va putea detașa de zeiță în favoarea lui Mata Hari.
Datorită acesteia din urmă, el va avea curajul de a contesta puterea stăpânilor săi, lucru care îl va duce succesiv la sora Hera și soția lui Zeus, apoi la regii Olimpului. Pentru că rezolvă enigma impusă de sfinx, Michael Pinson ajunge la zeul muntelui: Zeus. Acesta îi dezvăluie că s-a recreat în chipul bărbatului, al creaturii sale, și că oamenii care au inventat mitologiile: s-au mulțumit să cristalizeze în Aeden aceste credințe - un secret cunoscut doar de el astăzi.
Zeus îi garantează lui Michael supraviețuirea rasei sale de delfini dacă joacă a doua rundă a Jocului Y pentru a evolua o comunitate umană. Jocul început cu noi zeii continuă în Aeden. Dar poate există o putere mai mare deasupra lui Zeus: tocmai acest nou mister îl înfruntă studentul zeu Pinson după discursul lui Zeus, pentru că acesta nu se teme când Hera afirmă că este doar o creație a sa. Așadar, Michael Pinson va descoperi că el poate ajunge mai mare decât și-a imaginat.
- Le Mystère des Dieux 2007 (ro. Misterul zeilor)

Michael Pinson a revenit din călătoria sa de 7 zile în care s-a întâlnit cu Zeus, acum se află din nou la școala zeilor... În această întâlnire a găsit puțină certitudine, dar și un adevăr: există un al doilea munte mai presus de cel al lui Zeus, care nu este stăpânul locului. Dar jocul lui Y continuă în Aeden, iar ultimii doisprezece participanți își văd popoarele respective ciocnindu-se. Spre surprinderea tuturor, finalul s-a încheiat într-o tragedie care îl va determina pe Michael Pinson să fie exilat pe Pământul 18, teritoriu pe care era unul dintre zei.
În acest exil, tânărul zeu Michael - din nou un om, dar încă nemuritor - se va confrunta cu multe pericole dar și cu propriul său popor-delfin, o întâlnire dificilă în care va trebui să-și justifice alegerile și să le dea socoteală.